# Achille Verbecke
Pour les articles homonymes, voir Verbeke.
Achille Verbèke  est un arbitre international français de football né le 1er avril 1932 à Pérenchies (Nord). 
Il est arbitre de la Ligue du Nord en 1963, interrégional en 1965, fédéral une année plus tard et international en 1972. Il arbitre les finales de Coupe de France de football de 1974 et de 1978, ainsi que de nombreux matches internationaux.